# キバナヘイシソウ
キバナヘイシソウ Sarracenia flava は、サラセニア属の植物の1つ。本属を代表する種で、背の高い捕虫葉を持ち、黄色い花を付ける。

## 特徴
多年生草本で食虫植物。葉は筒状になり、直立して高さ120cmにも達する。基部は細く、先に向かって次第に太くなる。先端にある袋の口では、その口径が3-8cmになる。蓋は斜めか直立に立ち、ほとんど円形で先端は尖る。その縁は波打つ。その基部は左右から外側に巻いて細くなっている。葉全体が黄緑色から緑色で葉脈が赤く色づくものもあり、全体に深紅色になる個体もある。特に蓋の基部の内側には赤みが差し、この部分の着色の程度には変異が多い。夏から秋にかけては袋にならない、左右から扁平な剣葉が出る。
花期は本属のものの中では最も早く、3月半ばから5月頃まで。花茎は捕虫葉よりやや低く、高さ50cmほど。萼片は長さ3-5cm、幅は大きいところで3-4cm、黄緑色。花弁は黄色で倒卵円形、長さ5.5-10cmになる。
花には強い芳香がある。

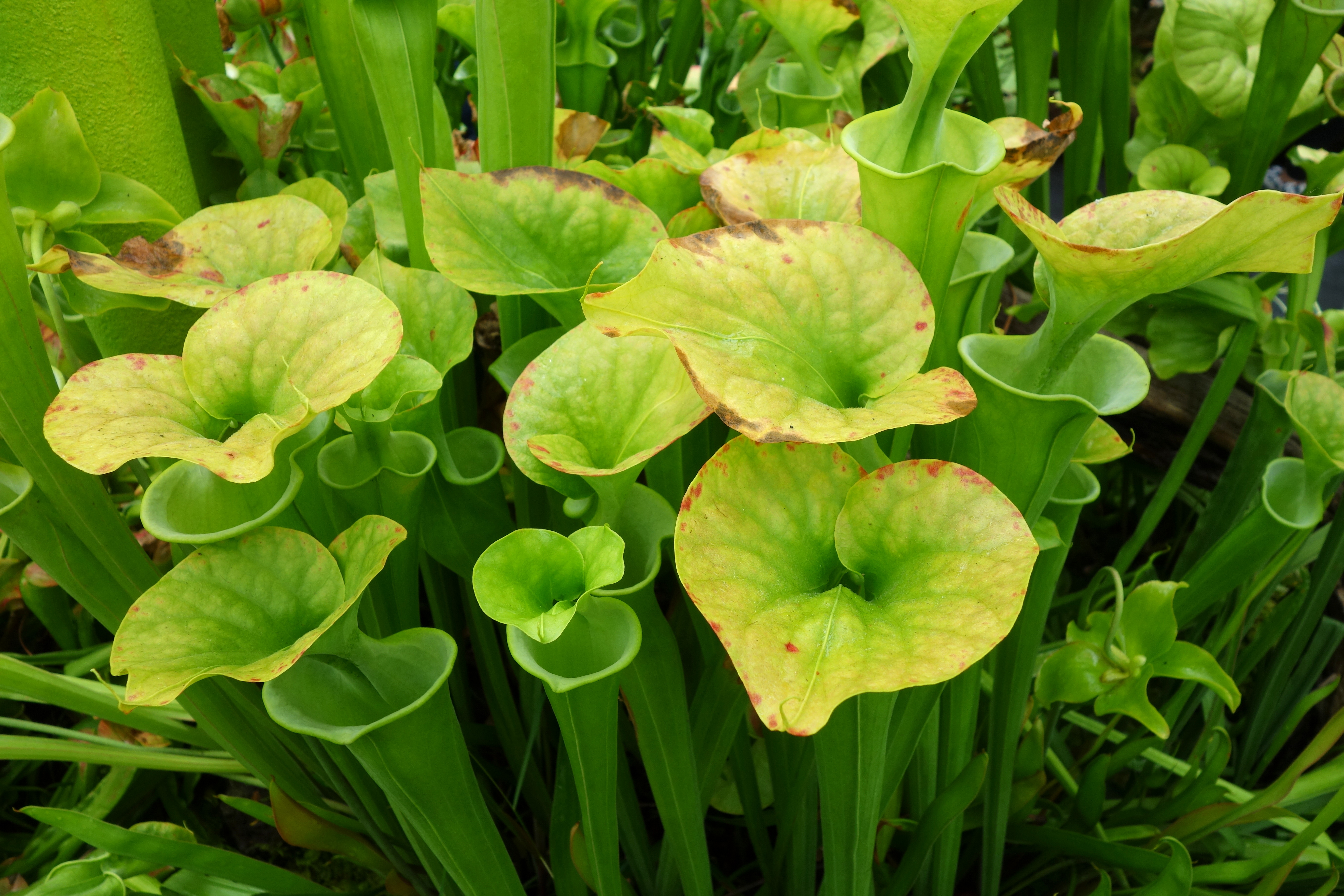
上から蓋の形態を示す
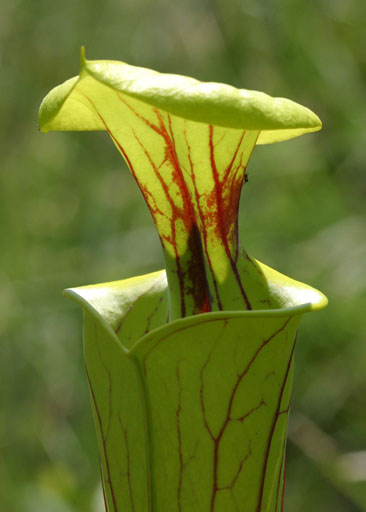
喉が着色、葉脈も赤くなっている例
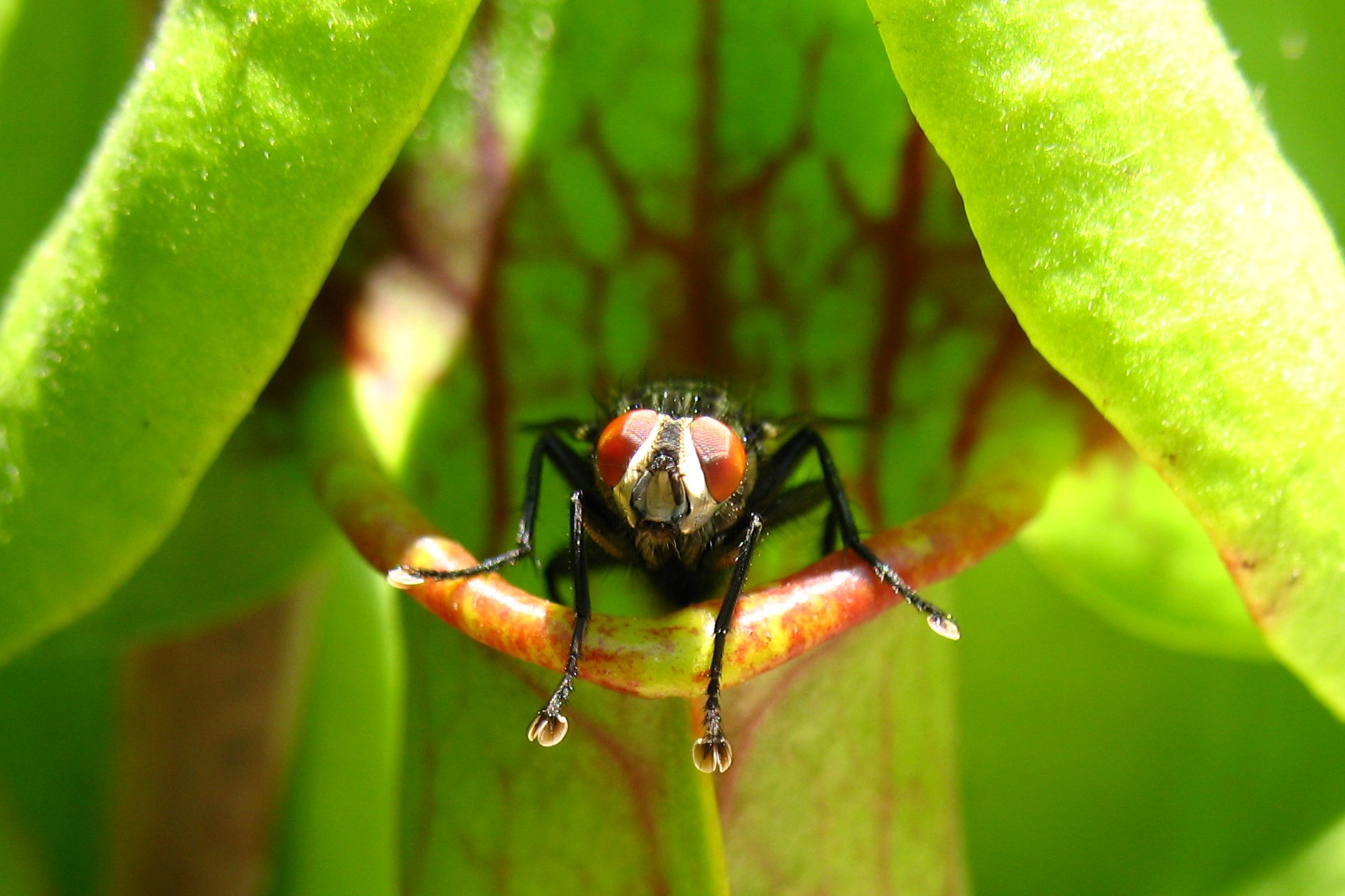
このハエがどうなったかについては記録がない
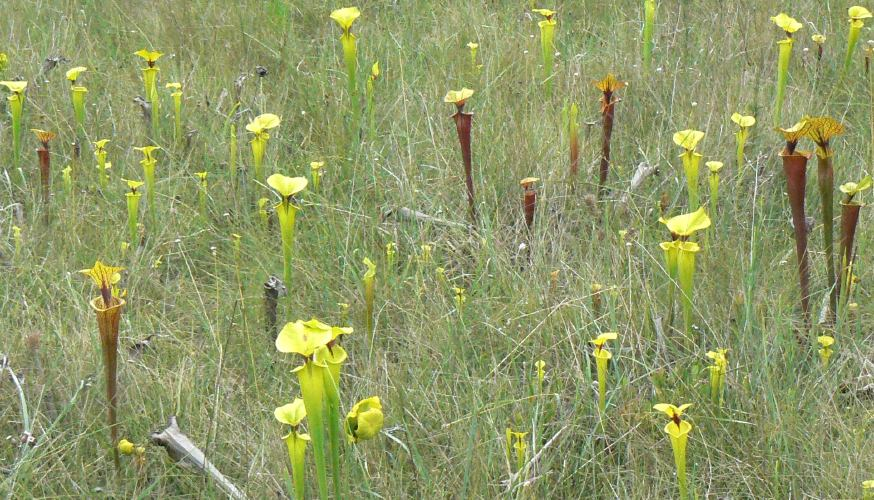
自生の様子

## 分布と生育環境
アメリカ合衆国の、ノースカロライナ州、サウスカロライナ州、バージニア州、アラバマ州、ジョージア州、フロリダ州に分布する。開けた湿地に多く、国道沿いのブナ林混じりのところなどにはよく見かける。

### 花粉媒介など
花は下向きに咲き、雌蕊が傘状に広がっており、傘の骨の先に柱頭がある。隣の柱頭との間を花弁が塞いでいる。その上にある雄蕊が熟すと、花粉は雌蕊の傘の底に貯まる。この花の花粉媒介は主としてマルハナバチとされており、八が花弁を押し分けて雌蕊の傘の上に入る時、他花から持ってきた花粉を柱頭に押し付けることになる。また雌蕊の上を歩く時にこの花の花粉を身体に付け、そして花弁を押し広げて出て行く。果実は9-10月に熟し、朔果で球形、直径約2cm。500個ほどの種子を含む。この季節は雨が多くハリケーンも来る時期に当たり、種子は洪水や強風で散布されると思われる。

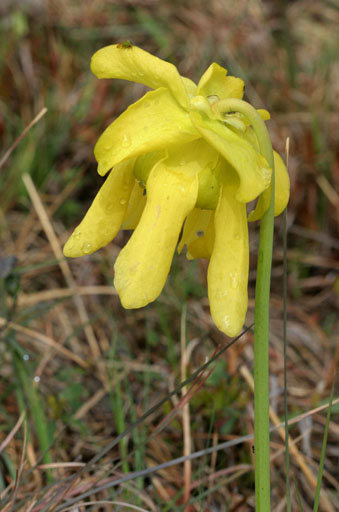
花の側面
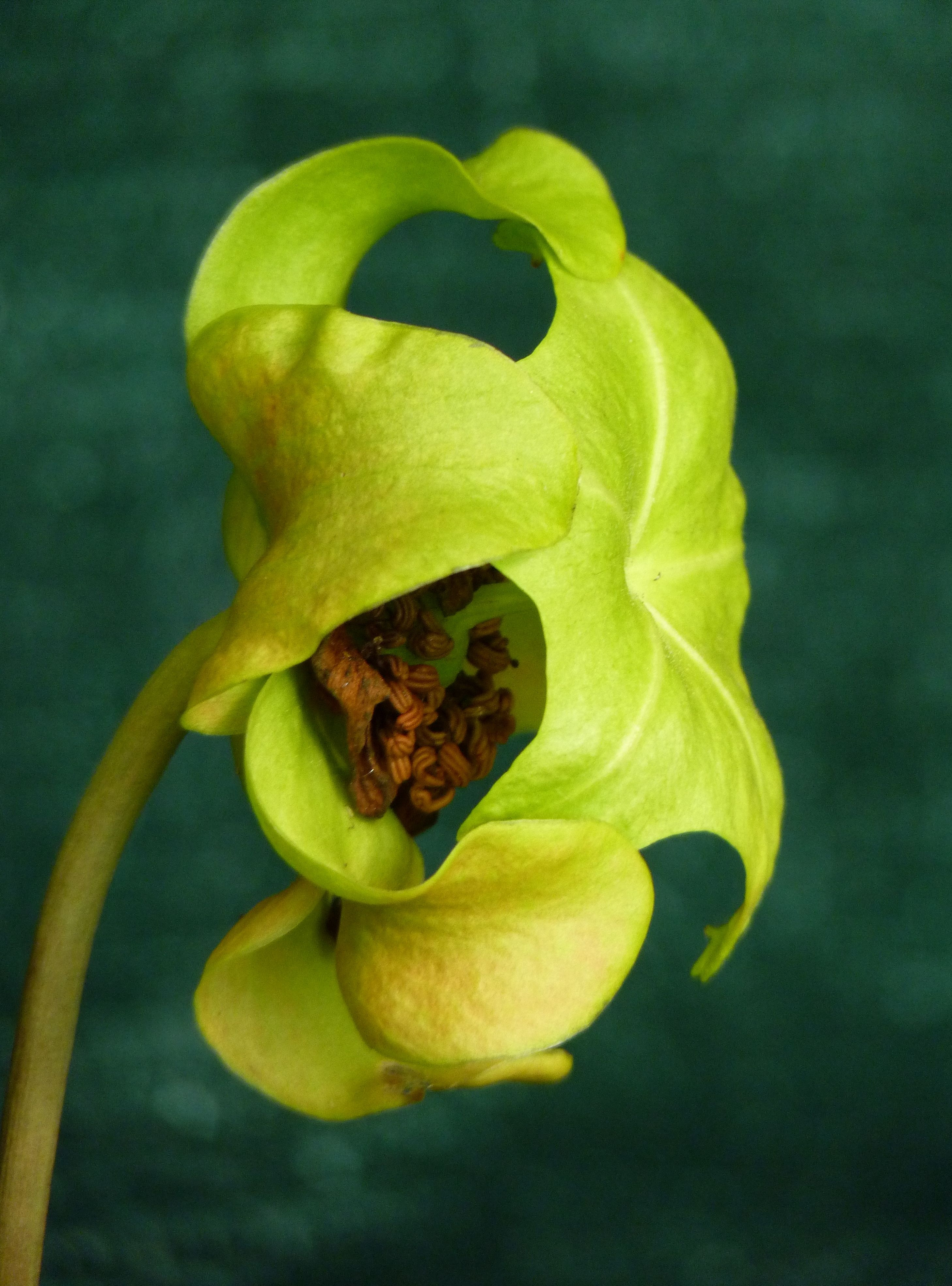
花弁を外して内部の様子を示す
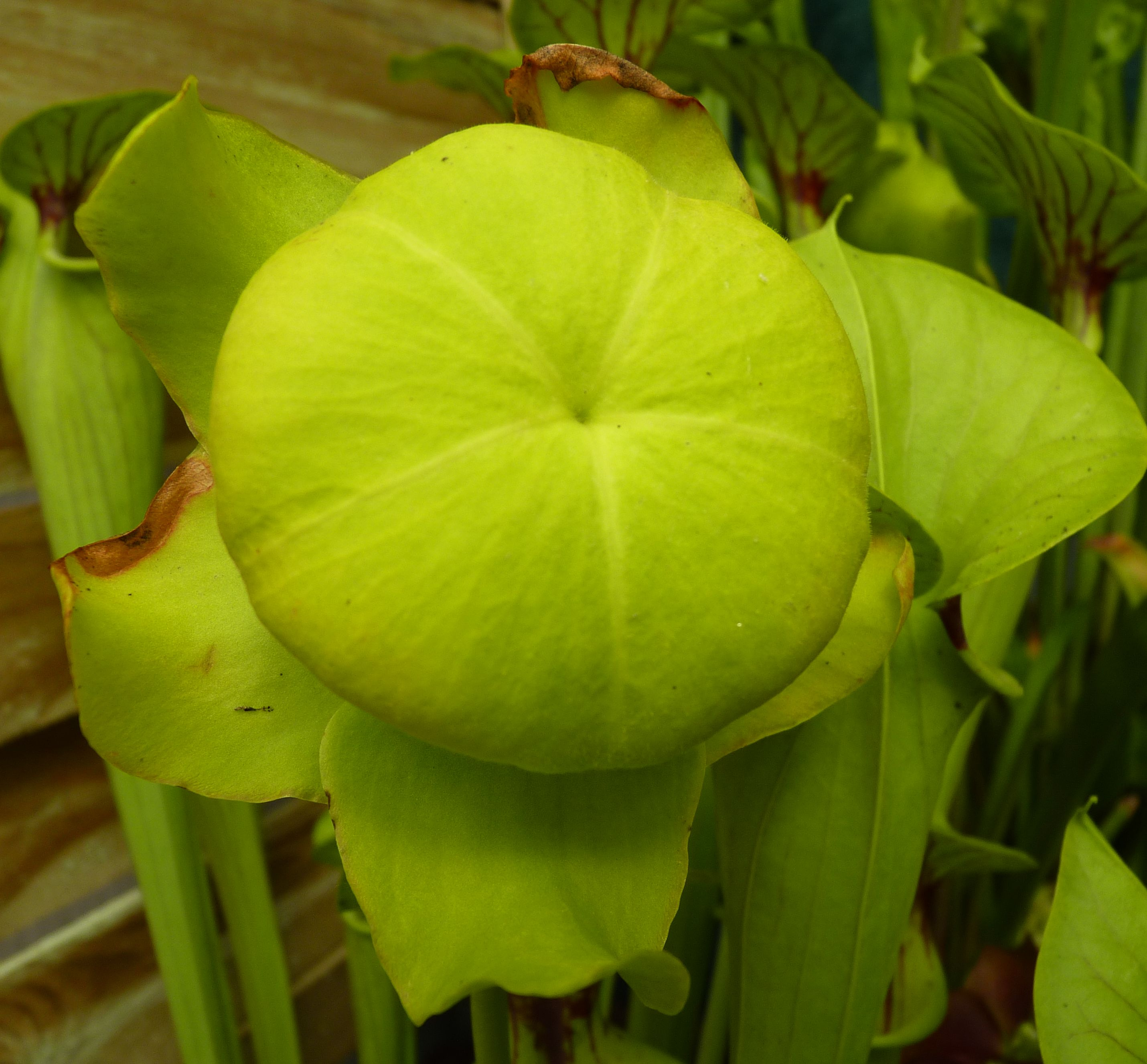
雌蘂の先端面

## 分類
本種は、本属の中でもっともよく知られたものであり、本属を代表する種である。
変異に富む種であり、以下のような亜種が上げられている。
- Sarracenia flava var. flava：基準変種。蓋の基部の内側（喉）に赤みが差し、その付近の葉脈が赤くなることもある。
  - var. rugelii：喉の部分が鮮黄色に染まる。ジョージア州、フロリダ州に分布。
  - var. maxima：赤い色素が全く出ない。特に大きくはない。フロリダ州、ノースカロライナ州、サウスカロライナ州に分布。
  - var. ornata：捕虫葉広くの葉脈が赤くなり、赤い網目がかかったようになる。フロリダ州、ノースカロライナ州、サウスカロライナ州に分布。
  - var. cuprea：蓋が褐色に染まる。フロリダ州、ノースカロライナ州、サウスカロライナ州に分布。
  - var. atropurpurea：蓋から筒全体に渡って赤く染まる。フロリダ州と、ノースカロライナ州・サウスカロライナ州の沿岸域に分布。
  - var. rubricorpora：筒の外側が赤く、内側が黄色く染まり、喉から蓋にかけては葉脈が赤く染まる。フロリダ州北西部、パンハンドル沿岸域に分布。

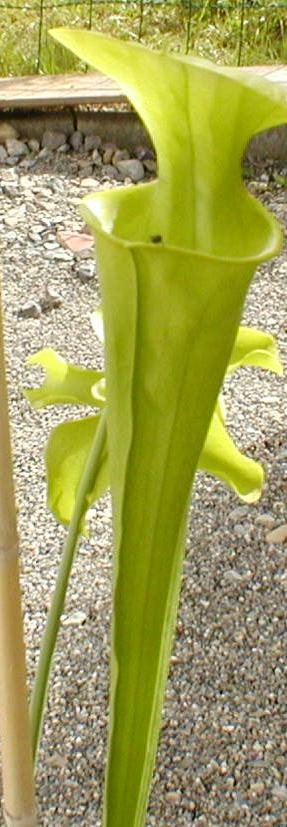
赤みが全くない個体
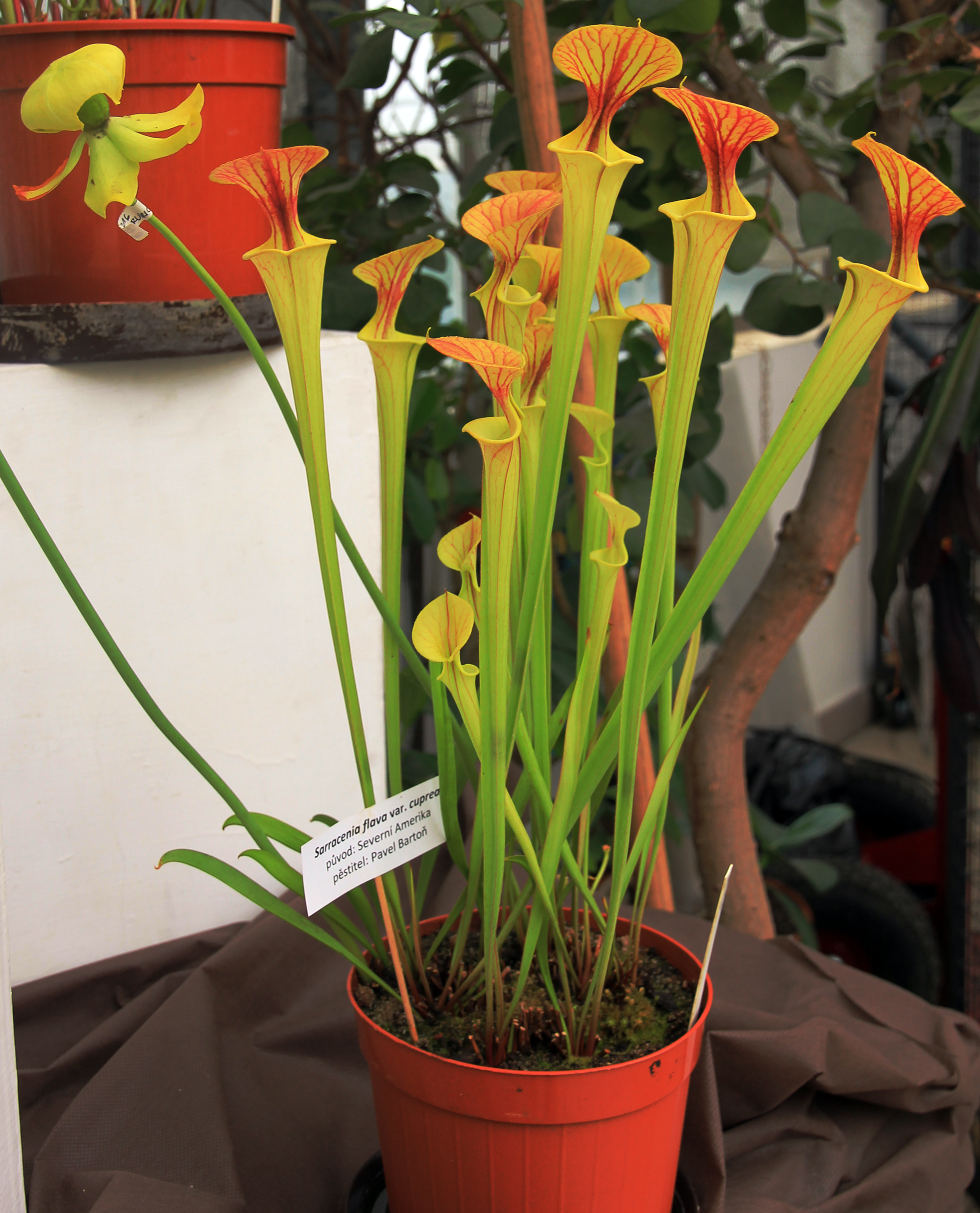
var. cuprea
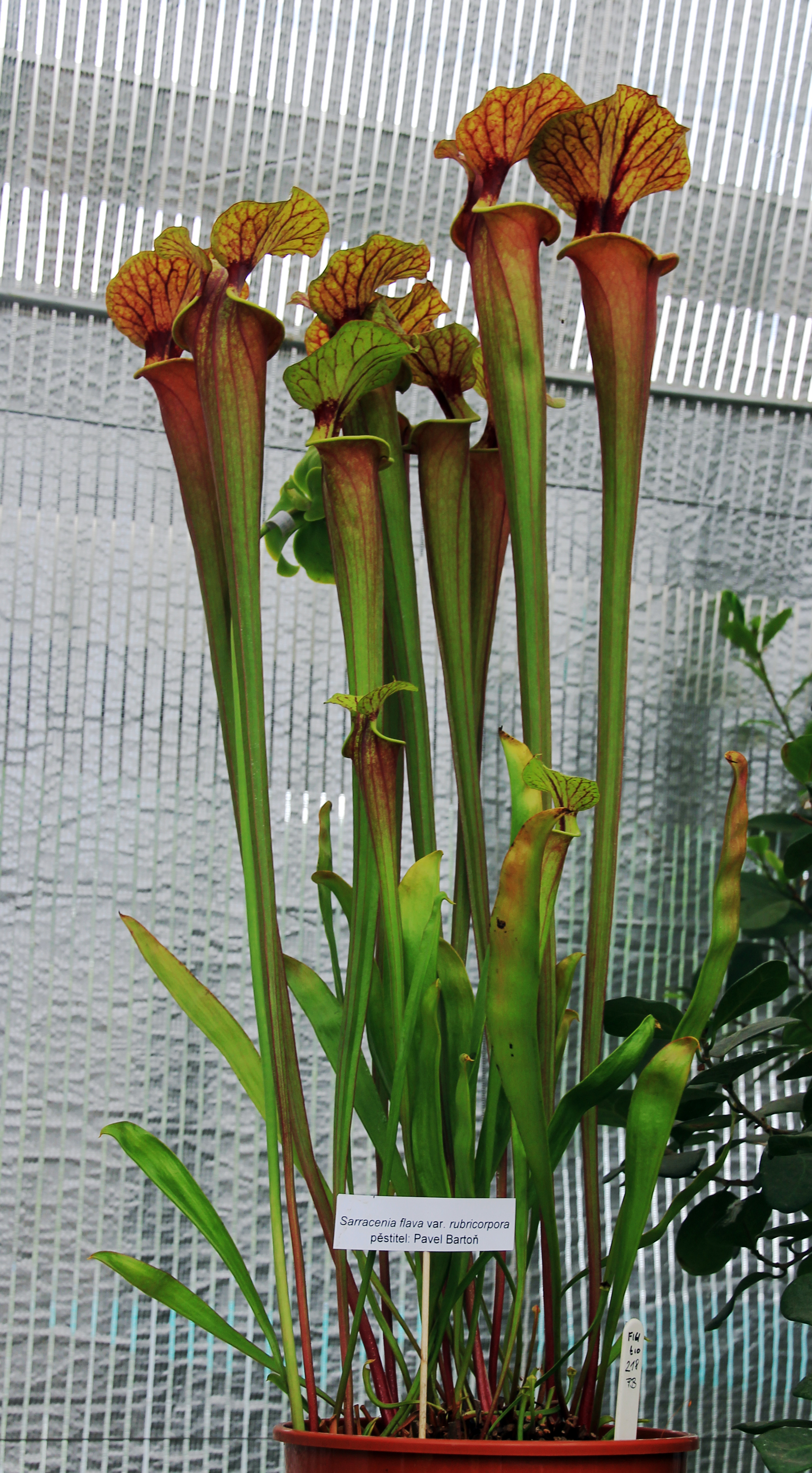
var. rubricorpora

## 利用
観賞用に栽培される。日本に渡来したのは明治の末期である。日本に入っている系統は多くない。